# Андреади, Александр Панаиотович
Александр Панаиотович Андреади (1907—1972) — советский художник-график, плакатист, дизайнер рекламы. Член Союза художников СССР.

## Биография
Александр Андреади родился в 1907 году в Турции, в середине 20-х годов занимался в Ялте в студии Адольфа Левитана, брата известнейшего пейзажиста Исаака Левитана.
С 1927 по 1928 годы занимался в известной Московской художественной студии МОНО Михаила Леблана.
Работал в области промышленной графики, исполнял эскизы и макеты рекламных проспектов, сюрпризных коробок, флаконов для вин и духов, этикеток, журнальной рекламы, каталогов, логотипов и т. д. Занимался художественным стеклом и выполнил серию флаконов для парфюмерной промышленности, бутылочки для ликёров, фигурные пробки, чайницы.
Андреади являлся одним из ведущих художников комбината «Союзпищепромреклама», где продолжал выполнять плакаты наряду с известными художниками-дизайнерами, такими как: С. Сахаров, Б. Зеленский, А. Побединский, Ю. Цейров и др.
Плодотворно работал в области рекламы и политического плаката, позже занимался живописью, писал южные пейзажи (в основном крымские) и натюрморты. В 1958 году состоялась персональная выставка к 50-летию со дня рождения и 30-летию творческой деятельности «Плакат, промышленная графика» в зале Союза художников СССР на улице Горького в Москве, где было представлено более 120 работ художника, из них живописных более 70.
Рекламные плакаты Андреади отличаются артистизмом, тонкостью исполнения и иллюзорностью. Известны его циклы плакатов посвященные витаминам, парфюмерной продукции и морепродуктам. Он автор знаменитой эмблемы (которая используется и поныне) и рекламных плакатов производителя чёрной икры.
Работы Александра Андреади находятся в собраниях Ярославского художественного музея (ЯРХМ), Российской Государственной Библиотеки (РГБ), Рыбинском государственном историко-архитектурном и художественном музее-заповеднике, Национальной парламентской библиотеке Грузии, частных коллекциях России.

## Основные произведения
Серия рекламных плакатов: «Витамин А», «Витамин В», «Витамин С», «Витамин D» (1940-е гг.),
«Нарзан» (1940-е гг.),
«Кетовая икра» (1940-е гг.),
«Мороженое» (1948 г.),
«Икра COVIAR» (конец 1940-х гг.),
«Сигареты» (1940-50-е гг.),
Крем «Этери» (1940-50-е гг.),
«Госзаем» (1940-50-е гг.),
Консервы «Крабы» (1940-е гг.)
Иллюстрации в книге «Чай каталог» (Пузанов Н. П., Шнейдер Б. Л.) 1956 г. Москва

## Выставки
- «Выставка начинающих молодых художников г. Москвы», 1934 г., залы Государственного Исторического музея, Москва.
- «Первая выставка акварельной живописи московских художников», 1937 год, Москва, выставочный зал «Всекохудожника» (Кузнецкий мост, 11)
- «Плакат, промышленная графика», 1958 год, персональная выставка в зале Союза художников СССР на улице Горького в Москве